# Ząbki (architektura)
Ząbki (architektura)

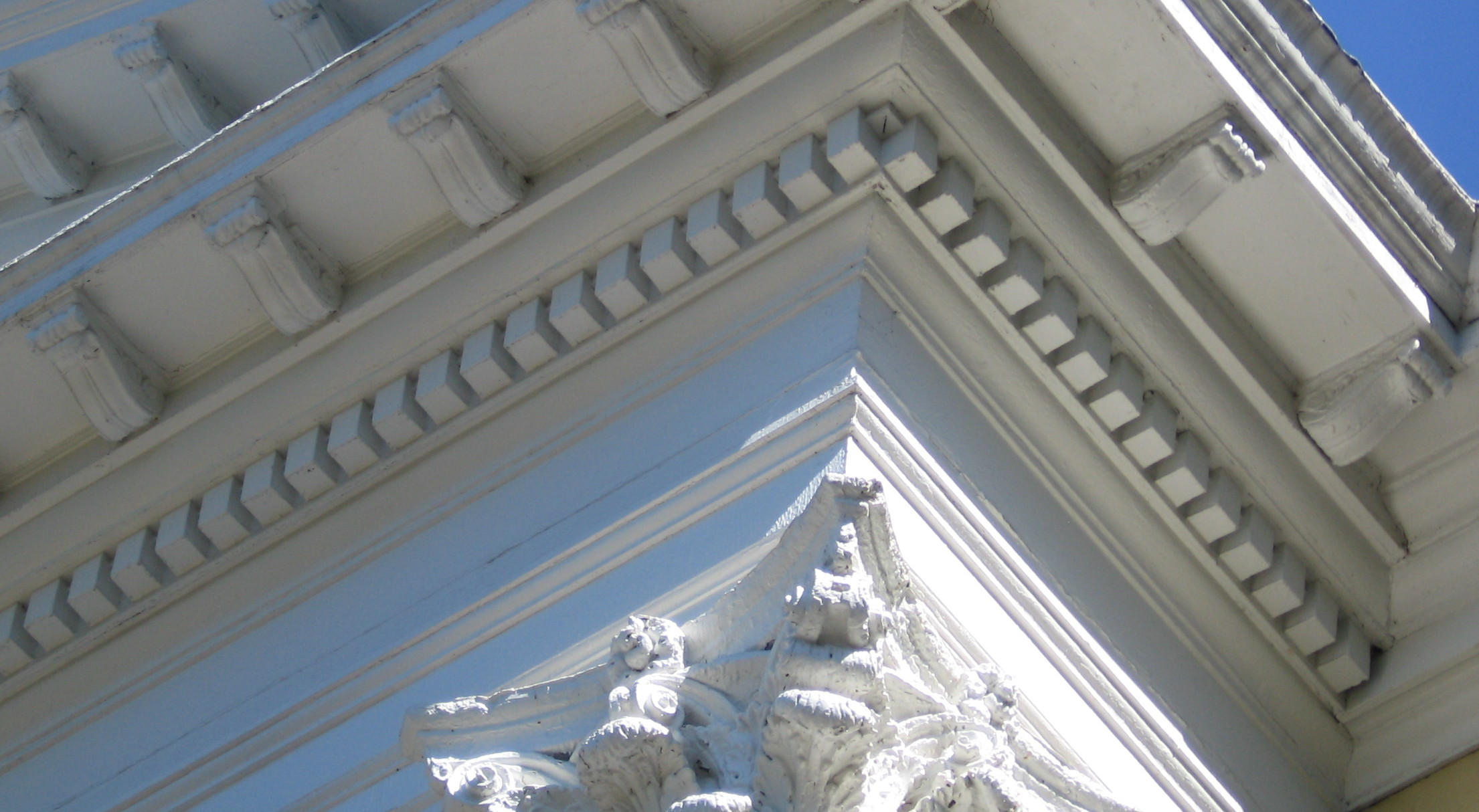
Ząbki (od wewnątrz gzymsu) i kroksztyny (od zewnątrz)

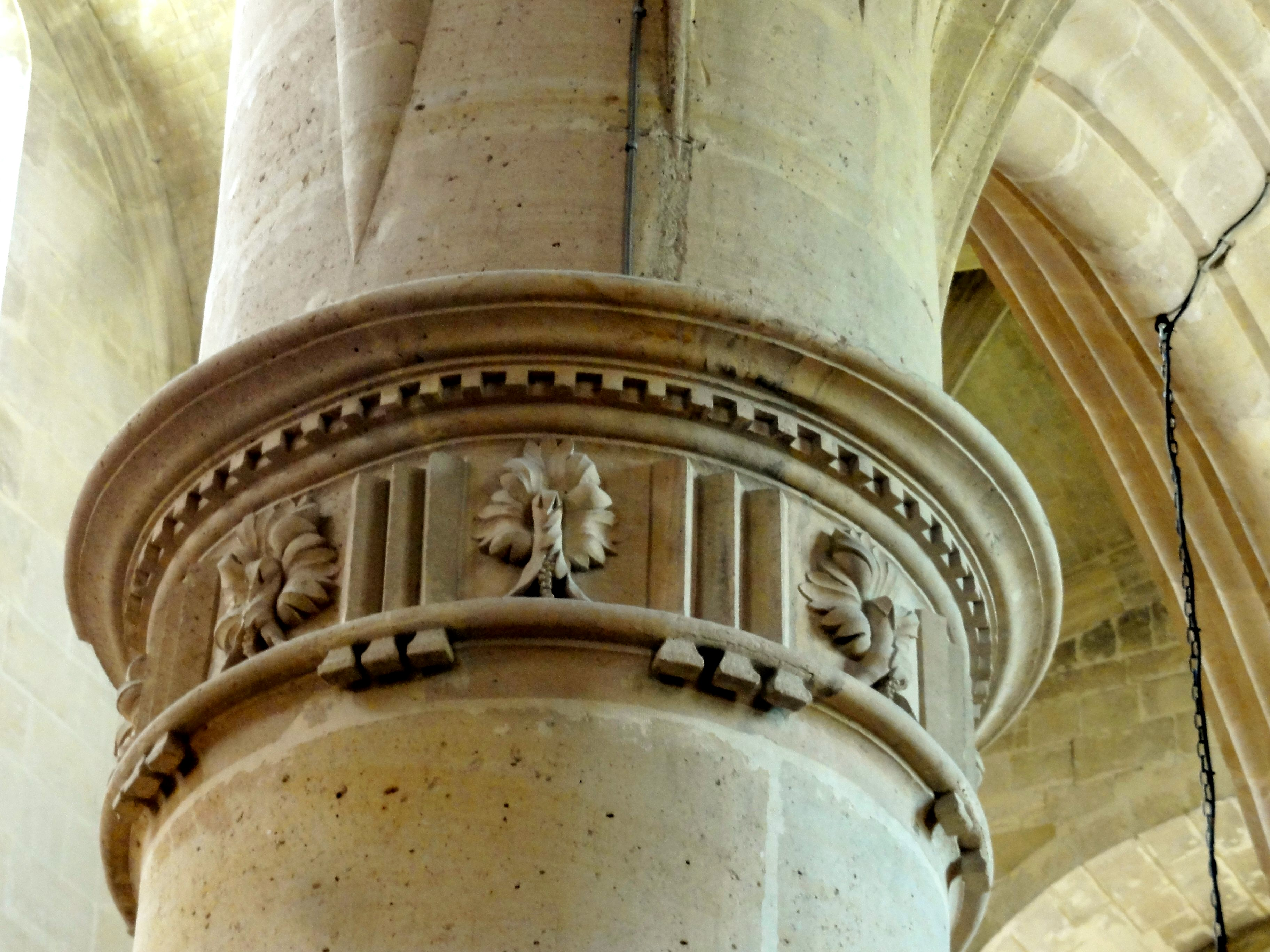
Motyw denticuli na kapitelu, pomiędzy gzymsem, a zdobionym tryglifami i metopami fryzie

- (denticuli) – motyw ornamentalny w kształcie pasa złożonego z wystających, prostopadłościennych elementów. Stosowany na spodzie gzymsu w porządku jońskim, korynckim, toskańskim. W ornamentyce nowożytnej przejęty od renesansu[1]. Czasem występował poza belkowaniem. Wykonywany był w drewnie, kamieniu, stiuku, naśladowany też w malarstwie iluzjonistycznym[2],

- każdy motyw dekoracyjny w kształcie pasa złożonego z detali zbliżonych kształtem do zębów,
- elementy grzebieni w attykach, blankach wieńczących budowlę.